# フランシスコ・アルカセル
パコ・アルカセル（Paco Alcácer）こと、フランシスコ・アルカセル・ガルシア（Francisco Alcacer García, 1993年8月30日 - ）は、スペイン・トレント出身のサッカー選手。元スペイン代表。シャールジャFC所属。ポジションはFW。

## 経歴

### バレンシア
バレンシアの下部組織であるバレンシア・メスタージャ出身の選手。2010年にコパ・デル・レイのログロニェス戦でプロデビューを果たした。

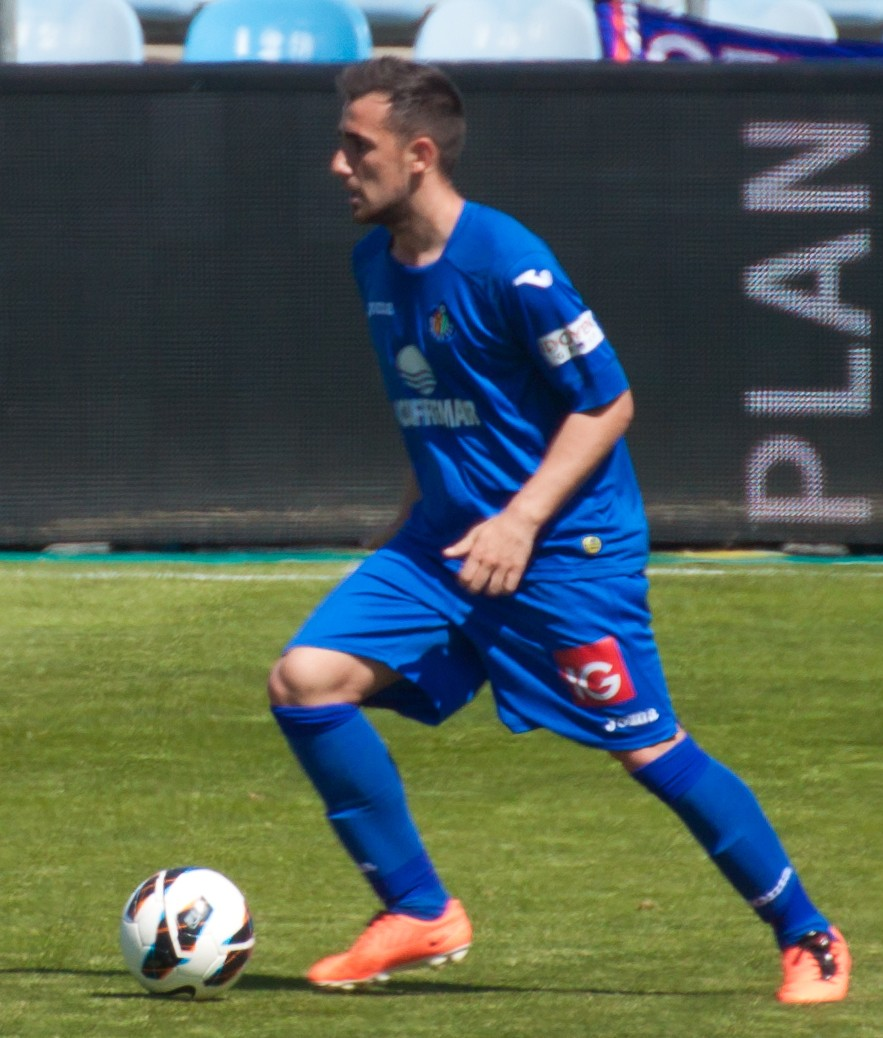
ヘタフェでのアルカセル(2013年)

### ヘタフェ
2012年8月31日、移籍期限間際に、ヘタフェへの1年のローン移籍が発表された。ヘタフェではリーグ戦で21試合に出場し、3得点を挙げた。

### バレンシア復帰
2013-14シーズンはバレンシアに復帰し、リーグ戦で23試合に出場して6得点を挙げた。ヨーロッパリーグ決勝トーナメント準々決勝バーゼル戦、チームは1stレグを0-3で落としており、ベスト4進出はかなり厳しい状況だったが、ホームでの2ndレグでアルカセルはハットトリックを達成し大逆転でのベスト4進出に大きく貢献した。

### バルセロナ
2016年8月29日、バルセロナへの加入が決定。リオネル・メッシ、ルイス・スアレス、ネイマールの控えとして第4FWの立場を受け入れての移籍となった。12月21日のエルクレス戦で公式戦初ゴールを記録。2017年2月4日、第21節のアスレティック・ビルバオ戦ではリーグ戦初得点を決め、5月28日に行われたコパ・デル・レイ決勝のデポルティーボ・アラベス戦ではダメ押しとなる3点目を決め優勝に貢献した。
2017-18シーズンの開幕前には、ネイマールが退団したことにより出場機会が増加するかに思われ、2017年11月3日のセビージャ戦では2得点を挙げチームを勝利に導くなど少ない出番で印象を残した。しかし、シーズンを通して控えの立場は変わらず、シーズン終了後にはエルネスト・バルベルデ監督の構想外となった。

### ドルトムント
2018年8月28日、ボルシア・ドルトムントへ買い取りオプション付きのレンタル移籍をする事が発表された。10月6日、第7節のアウクスブルク戦では途中出場からハットトリックを決めて勝利に貢献した。ブンデスリーガデビューから3試合で6得点を記録し、ブンデスリーガデビューから3試合で6得点を記録した史上2人目の選手となった。
2018年11月23日、ドルトムントへの完全移籍が発表された。契約期間は2023年6月まで。このシーズンはリーグ戦通算18得点を記録し、得点王争いでは、バイエルン・ミュンヘンのロベルト・レヴァンドフスキの22得点に次ぐ2位という結果を残した。

### ビジャレアル
2020年1月30日、ビジャレアルと5年半契約を結び、完全移籍することが発表された。

### シャールジャ
2022年8月17日、ビジャレアルとの契約を解除し、アラブ首長国連邦のシャールジャFCへ3年契約で加入することが発表された。

## 代表経歴
U-17スペイン代表ではU-17欧州選手権2010に出場しチームを準優勝に導き、自身も得点王となる6ゴールを挙げた。
2014年9月4日のフランスとの親善試合でA代表デビュー。続く9月8日のEURO 2016予選マケドニア戦で代表初得点を挙げた。

## 個人成績
| シーズン | クラブ       | リーグ         | リーグ | リーグ | カップ戦 | カップ戦 | 欧州CL | 欧州CL | 欧州EL | 欧州EL |
| シーズン | クラブ       | リーグ         | 出場   | 得点   | 出場     | 得点     | 出場   | 得点   | 出場   | 得点   |
| -------- | ------------ | -------------- | ------ | ------ | -------- | -------- | ------ | ------ | ------ | ------ |
| 2011-12  | バレンシア   | ラ・リーガ     | 3      | 0      | 0        | 0        | 0      | 0      | 0      | 0      |
| 2012-13  | ヘタフェ     | ラ・リーガ     | 21     | 3      | 3        | 1        | 0      | 0      | 0      | 0      |
| 2013-14  | バレンシア   | ラ・リーガ     | 23     | 6      | 3        | 1        | 0      | 0      | 11     | 7      |
| 2014-15  | バレンシア   | ラ・リーガ     | 32     | 11     | 4        | 3        | 0      | 0      | 0      | 0      |
| 2015-16  | バレンシア   | ラ・リーガ     | 34     | 13     | 3        | 2        | 5      | 2      | 2      | 0      |
| 2016-17  | FCバルセロナ | ラ・リーガ     | 20     | 6      | 3        | 1        | 3      | 0      | 0      | 0      |
| 2017-18  | FCバルセロナ | ラ・リーガ     | 17     | 4      | 3        | 2        | 2      | 1      | 22     | 7      |
| 2018-19  | ドルトムント | ブンデスリーガ | 26     | 18     | 1        | 0        | 5      | 1      | 33     | 19     |
| 2019-20  | ビジャレアル | ラ・リーガ     |        |        |          |          |        |        |        |        |
| 通算     | 通算         | 通算           | 166    | 61     | 20       | 10       | 15     | 4      | 68     | 33     |

## スペイン代表歴

### 出場大会
- U-17スペイン代表
  - UEFA U-17欧州選手権2010（準優勝）
- U-19スペイン代表
  - UEFA U-19欧州選手権（優勝）
- U-20スペイン代表
  - 2013 FIFA U-20ワールドカップ（ベスト8）
- スペイン代表
  - 2018年 - UEFAネーションズリーグ2018-19

### 試合数
国際Aマッチ 19試合 12点（2014年 - 2019年）
| スペイン代表 | 国際Aマッチ | 国際Aマッチ |
| 年           | 出場        | 得点        |
| ------------ | ----------- | ----------- |
| 2014         | 5           | 3           |
| 2015         | 6           | 3           |
| 2016         | 2           | 0           |
| 2017         | 0           | 0           |
| 2018         | 2           | 3           |
| 2019         | 4           | 3           |
| 通算         | 19          | 12          |

### 代表での得点
| #   | 開催年月日     | 開催地                                           | 対戦国         | スコア | 結果 | 試合概要                               |
| --- | -------------- | ------------------------------------------------ | -------------- | ------ | ---- | -------------------------------------- |
| 1.  | 2014年9月9日   | バレンシア、エスタディオ・シウダ・デ・バレンシア | 北マケドニア   | 2-0    | 5-1  | UEFA EURO 2016予選                     |
| 2.  | 2014年10月9日  | ジリナ、シュタディオーン・ポド・ドゥベニョム     | スロバキア     | 1-1    | 1-2  | UEFA EURO 2016予選                     |
| 3.  | 2014年10月12日 | ルクセンブルク市、スタッド・ヨジー・バーテル     | ルクセンブルク | 2-0    | 4-0  | UEFA EURO 2016予選                     |
| 4.  | 2015年6月11日  | レオン、エスタディオ・レイノ・デ・レオン         | コスタリカ     | 1-1    | 2-1  | 親善試合                               |
| 5.  | 2015年10月9日  | ログローニョ、エスタディオ・ラス・ガウナス       | ルクセンブルク | 2-0    | 4-0  | UEFA EURO 2016予選                     |
| 6.  | 2015年10月9日  | ログローニョ、エスタディオ・ラス・ガウナス       | ルクセンブルク | 3-0    | 4-0  | UEFA EURO 2016予選                     |
| 7.  | 2018年10月11日 | カーディフ、ミレニアム・スタジアム               | ウェールズ     | 1-0    | 4-1  | 親善試合                               |
| 8.  | 2018年10月11日 | カーディフ、ミレニアム・スタジアム               | ウェールズ     | 3-0    | 4-1  | 親善試合                               |
| 9.  | 2018年10月15日 | セビリア、エスタディオ・ベニート・ビジャマリン   | イングランド   | 1-3    | 2-3  | UEFAネーションズリーグ2018-19・リーグA |
| 10. | 2019年9月5日   | ブカレスト、アレーナ・ナツィオナーラ             | ルーマニア     | 2-0    | 2-1  | UEFA EURO 2020予選                     |
| 11. | 2019年9月8日   | ヒホン、エスタディオ・ムニシパル・エル・モリノン | フェロー諸島   | 3-0    | 4-0  | UEFA EURO 2020予選                     |
| 12. | 2019年9月8日   | ヒホン、エスタディオ・ムニシパル・エル・モリノン | フェロー諸島   | 4-0    | 4-0  | UEFA EURO 2020予選                     |

## タイトル

### クラブ
バレンシア・メスタージャ
- テルセーラ・ディビシオン：1回（2010-11）

バルセロナ
- リーガ・エスパニョーラ：1回（2017-18）
- コパ・デル・レイ：2回（2016-17, 2017-18）

ボルシア・ドルトムント
- DFLスーパーカップ：1回（2019）

ビジャレアル
- UEFAヨーロッパリーグ：1回（2020-21）

### 代表
U-19スペイン代表
- UEFA U-19欧州選手権：2回（2011, 2012）

### 個人
- UEFA U-17欧州選手権得点王：2010